# Edgar Ott
Edgar Ott (2 de julio de 1929 - 13 de febrero de 1994) fue un actor de nacionalidad alemana.

## Biografía
Nacido en Berlín, Alemania, Edgar Otts inició su carrera de actor en el Teatro Hebbel de Berlín, donde también asistió a la escuela de actuación. Desde principios de los años 1950 perteneció al Staatliche Schauspielbühnen Berlin. Entre 1975 y 1979, Ott desempeñó uno de los principales papeles en 39 episodios de la serie criminal de ARD Kommissariat 9.
Sin embargo, y por encima de todo, Ott fue conocido como actor de voz. No solamente dobló a actores de fama como Telly Savalas, Bill Cosby o Gordon Jackson, sino que también trabajó dando voz a personajes de producciones de animación. Su voz pudo escucharse en numerosas películas de Walt Disney. Como Baloo, el oso, en el film  El libro de la selva interpretó la canción Probier’s mal mit Gemütlichkeit. Fue Tony en La dama y el vagabundo (1968), Thomas O’Malley en Los Aristogatos (1970), Little John in Robin Hood (1973), el Profesor Rátigan en The Great Mouse Detective (1986) o el Rey Tritón en La sirenita (1989).
Uno de sus personajes radiofónicos de mayor fama fue el elefante Benjamin Blümchen, al cual dio voz desde 1977 hasta su muerte. En tres películas de Astérix el Galo dio voz a Obélix. También dobló al monstruo de las galletas en Sesame Street, y a Bongo Bärentatze en la emisión radiofónica Xanti. 
Edgar Ott estuvo casado con la actriz Liane Croon. El actor falleció en Berlín en 1994, a causa de un infarto agudo de miocardio, mientras paseaba a su perro. Tenía 64 años de edad. Fue enterrado en el Cementerio de la iglesia de St. Severin, en Keitum, en la isla de Sylt.

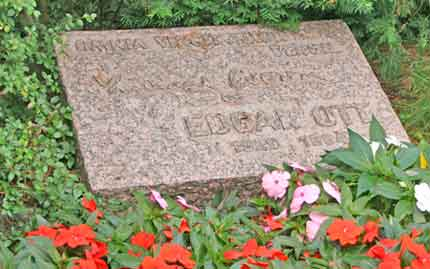
Tumba de Edgar Ott en el Cementerio de Keitum en Sylt

Varios de sus papeles, entre ellos el de Earl en la serie Dinosaurios, fueron llevados a cabo por Jürgen Kluckert. Sin embargo, en su doblaje como Tigre en An American Tail, An American Tail: The Treasure of Manhattan Island y An American Tail: The Mystery of the Night Monster, sus sustitutos fueron otros actores.

## Filmografía (selección)
- 1955 : Der 20. Juli
- 1966 : Kubinke (telefilm)
- 1975–1979 : Kommissariat 9 (serie TV)
- 1980 : Tatort (serie TV), episodio Beweisaufnahme

## Actor de voz
Edgar Ott fue actor de voz, doblando a lo largo de su carrera a actores como Lino Ventura, Sid James, Telly Savalas, Robert Brown, Phil Harris, Herb Edelman, Jacques Morel, Claude Bertrand, Jack O'Halloran, Clive Revill, Scatman Crothers, James Earl Jones, Pierre Tornade, Alan Oppenheimer, John Ashton, Vincent Price, Dom DeLuise, Kenneth Mars, Brion James, Björn Gustafson, François Périer, Al Waxman, Stuart Pankin o Brian Keith.

## Radio
- 1955 : Rudolf Bayr: Agamemnon muß sterben, dirección de Hans Conrad Fischer (Sender Freies Berlin)
- 1977–1994 : Benjamin Blümchen